# Theta Delphini
Theta Delphini (θ Del / 8 Delphini) es una estrella en la constelación del Delfín de magnitud aparente +5,70.
Theta Delphini es una supergigante naranja de tipo espectral K3I.
Su temperatura superficial es de 4080 K y brilla con una luminosidad bolométrica casi 3250 veces superior a la del Sol.
Con un radio 310 veces más grande que el radio solar, si estuviese en el lugar del Sol su superficie se extendería más allá de la órbita de la Tierra.
Gira sobre sí misma muy despacio, siendo su velocidad de rotación proyectada —límite inferior de la misma— de 3,0 km/s.
Tiene una masa aproximada 5,7 veces mayor que la masa solar.
Es una estrella solitaria sin ninguna compañera estelar conocida.
Theta Delphini es una estrella lejana cuya distancia respecto al sistema solar no es bien conocida; aunque de acuerdo a la paralaje medida por el satélite Hipparcos, estaría situada a 620 pársecs —con el considerable grado de error que lleva implícita dicha medida—, otro estudio la sitúa a 480 ± 137 pársecs (1565 años luz).
Su cinemática la coloca dentro del grupo de jóvenes gigantes y supergigantes con edades comprendidas entre varios millones y unos pocos cientos de millones de años.